# おほつぶね
おほつぶね（おおつぶね、生没年不詳）は、平安時代前期の女流歌人。
『後撰和歌集』や『大和物語』などによれば、在原棟梁の娘で、「おほつぶね」は幼名という。あるいは藤原敦忠母の妹とも、藤原敦忠母と同一人物とも言われる。陽成院の側妾だったこともあったらしい。
勅撰和歌集では『後撰和歌集』に3首入集。平貞文・貞元親王らと交流があったらしい。
- 人はいさ我はなき名の惜しければ昔も今も知らずとを言はむ（『後撰和歌集』634）[5]